# Feldbuchrahmen

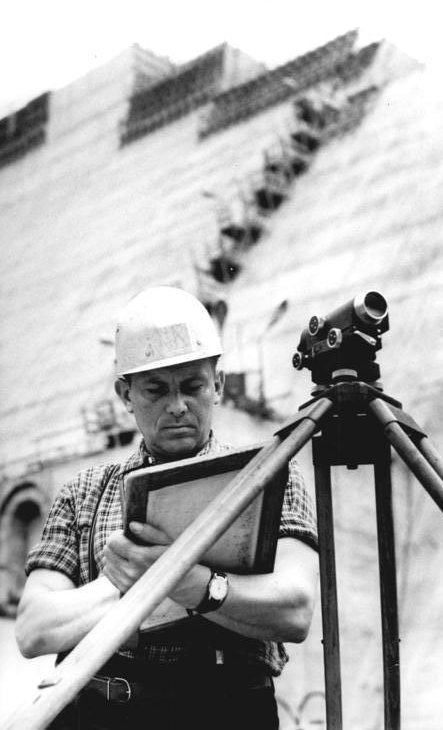
Bauarbeiter mit Feldbuchrahmen und Nivelliergerät

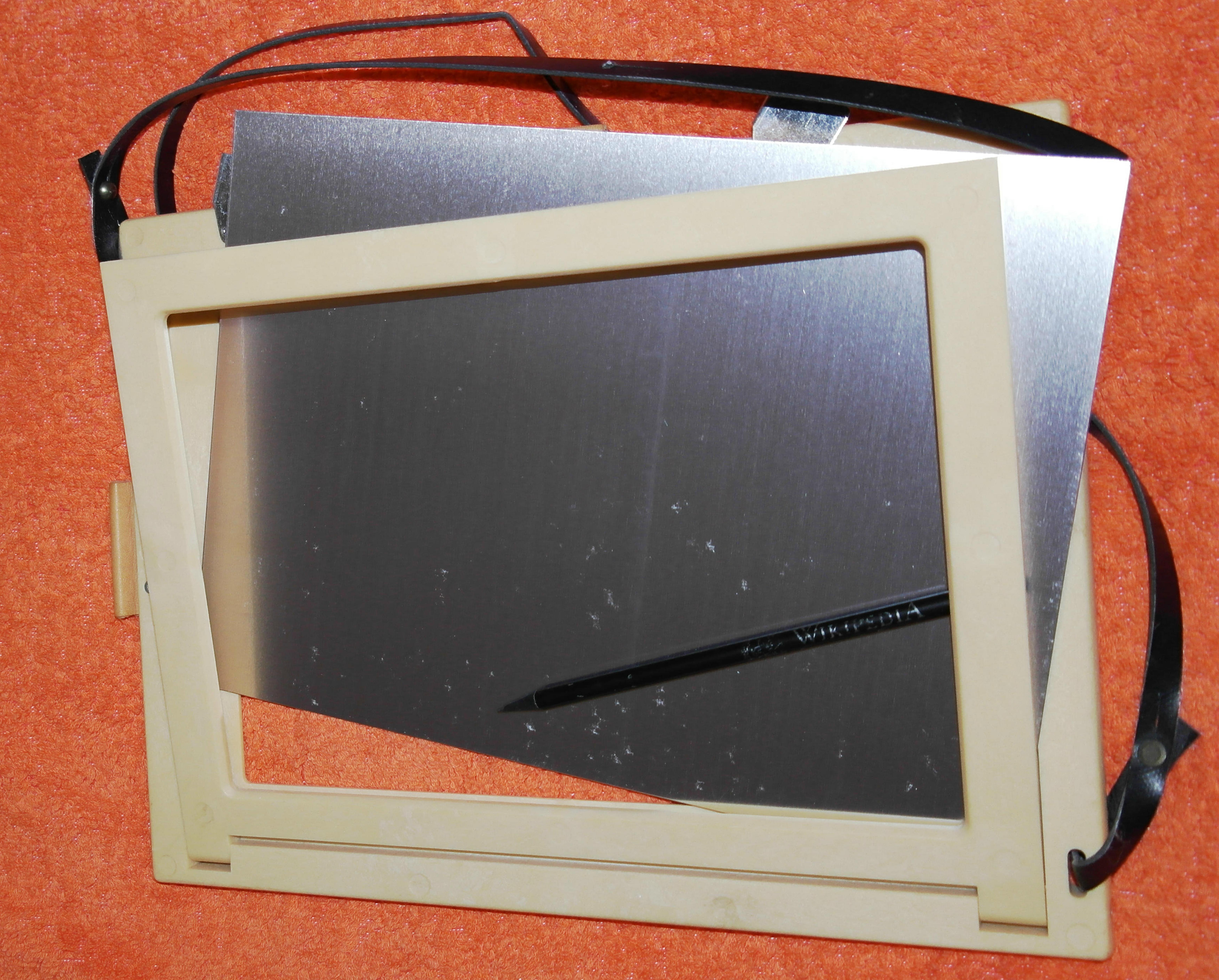
Feldbuchrahmen – Hilfsmittel für Vermesser

Ein Feldbuchrahmen ist ein Hilfsmittel für Vermesser. Der Rahmen hat meistens die Größe A4 und nimmt auf einer stabilen Platte mehrere Zeichenblätter auf, die mittels eines Klappmechanismus eingeklemmt werden. Der Rahmen wird mittels eines verstellbaren Gurtes um den Hals gelegt, so entsteht eine Zeichengrundlage. Ältere Modelle waren aus Holz mit einer Platte aus Sperrholz, später Aluminiumblech. Moderne Feldbuchrahmen bestehen meist aus Kunststoff und sind auch für den Einsatz unter Wasser geeignet. Weniger verbreitet sind Modelle im Format A3.
Der Name entstammt dem Erfordernis, „im Feld“, also in der freien Natur, relativ sauber konstruieren zu müssen. Feldbücher gelten als Urkunden und werden prinzipiell im Original archiviert, auch wenn man sie später im Büro sauber neuzeichnet.
Eine einfache Variante ist das Klemmbrett.